# Birdy (ca sĩ)
Jasmine Lucilla Elizabeth Jennifer van den Bogaerde (sinh ngày 15 tháng 5 năm 1996), được biết đến rộng rãi với nghệ danh Birdy, là một nữ ca sĩ kiêm sáng tác nhạc người Anh. Cô giành chiến thắng tại cuộc thi Open Mic UK vào năm 2008, khi cô chỉ mới 12 tuổi. Đĩa đơn đầu tay của cô, một phiên bản trình bày lại từ bài hát "Skinny Love" của nhóm nhạc Bon Iver, đạt được thành công vang dội tại khu vực Châu Âu và nhận được 6 lần chứng nhận Bạch kim tại Úc. Cô cho ra mắt album đầu tay Birdy vào ngày 7 tháng 11 năm 2011 và đã tiếp tục đạt được thành công lớn, khi đạt ngôi đầu bảng tại Úc, Bỉ và Hà Lan. Album phòng thu thứ hai của cô, Fire Within, được phát hành vào ngày 23 tháng 9 năm 2013 tại Anh Quốc và các quốc gia lân cận.

## Thời niên thiếu
Birdy được sinh ra vào ngày 15 tháng 5 năm 1996 tại Lymington, Hampshire, Anh. Mẹ cô là một nhạc công dương cầm, Birdy học chơi đàn dương cầm lúc chỉ mới lên 7, và bắt đầu sáng tác nhạc khi chỉ mới 8 tuổi. Cô theo học tại trường Brockenhurst College ở Brockenhurst. Người ông chú của cô là nam diễn viên Dirk Bogarde. Ông cố của cô là người Bỉ, với tất cả các tổ tiên khác của cô đều là người Anh và Scotland.
Nghệ danh của cô được đặt từ tên gọi mà cha mẹ cô đặt cho lúc còn nhỏ, vì mỗi lần mở miệng, cô trông như một chú chim [tiếng Anh: bird] chờ được mớm. Cả gia đình và bạn bè cô đều gọi cô bằng Birdy, chỉ với giáo viên thì cô mới xưng hô bằng tên khai sinh của mình, Jasmine.

## Sự nghiệp ca hát

### 2009-2011: GiảiOpen Mic UKvàSkinny Love
Vào năm 2008, khi chỉ mới 12 tuổi, Birdy giành chiến thắng trong Open Mic UK, một cuộc thi tìm kiếm tài năng Anh nhỏ trích từ Live and Unsigned. Cô thắng cả hai hạng mục dưới 18 tuổi và giải Grand Prize, trước 10,000 thí sinh khác. Cô trình bày bài hát do chính mình sáng tác, có tên là "So Be Free", tại lần thi đấu trước 2,000 khán giả.
Vào năm 2009, Birdy trình bày trực tiếp bằng dương cầm trên chương trình Pianothon của đài BBC Radio 3 tại London. Vào tháng 1 năm 2011, khi mới 14 tuổi, Birdy cho phát hành một phiên bản trình bày lại bài hát "Skinny Love" của nhóm nhạc nổi tiếng Bon Iver. Bài hát trở thành đĩa đơn ăn khách đầu tiên của cô trên UK Singles Chart, khi đạt đến vị trí thứ 17. Đĩa đơn này được chọn là "Bản thu âm của tuần" bởi DJ Fearne Cotton, Video âm nhạc chính thức của bài hát được Sophie Muller đạo diễn. Bài hát còn được xuất hiện trong tập "The Sun Also Rises" của loạt phim The Vampire Diaries được công chiếu vào ngày 5 tháng 5 năm 2011. "Skinny Love" đạt đến vị trí số 1 tại Hà Lan. Nó cũng được xuất hiện trong một tập của loạt phim Being Human. Birdy trình diễn bài hát này lần nữa trong chương trình The Ellen DeGeneres Show vào ngày 20 tháng 3 năm 2012.
Kể từ đó, Birdy trình diễn lại nhiều bài hát khác, có bao gồm "The A Team" của Ed Sheeran và "Shelter" của The xx. Vào ngày 19 tháng 7 năm 2011, Birdy trình diễn cả "Shelter" và "The A Team" trên chương trình Live Lounge của đài BBC Radio 1. Phần trình diễn "Shelter" của cô cũng xuất hiện trong tập phim "The End of the Affair" của loạt phim The Vampire Diaries, được công chiếu vào ngày 29 tháng 9 năm 2011.

### 2011-2013:BirdyvàFire Within
Album cùng tên đầu tay với nhiều bản trình bày lại (cùng một bài hát mới) của cô được phát hành vào ngày 7 tháng 11 năm 2011; album đạt đến vị trí thứ 13 tại Anh Quốc, vị trí thứ 40 tại Ireland và vị trí quán quân tại Bỉ, Hà Lan và Úc. Vào ngày 21 tháng 12 năm 2011, Birdy được nhận chứng nhận đĩa Vàng từ 3FM trong chương trình Serious Request tại Hà Lan khi album đạt ngưỡng 25,000 bản được tiêu thụ. Cô nhanh chóng quyên góp nó cho một buổi bán đấu giá trực tuyến. Một ngày sau, cô tiếp tục nhận được giải đĩa Vàng từ Studio Brussel trong Music for Life tại Bỉ với lượng doanh số lên tới 15,000 bản. Cô cũng quyên góp nó và đã nhân được 1,980 Bảng Anh.
Vào ngày 7 tháng 8 năm 2012, Birdy cho phát hành đĩa mở rộng "Live in London", với 8 bài hát cùng phiên bản trình diễn lại của "The A Team" và bài hát trích từ nhạc phim The Hunger Games, "Just a Game". Vào ngày 29 tháng 8 năm 2012, cô trình diễn bài hát "Bird Gerhl" của Antony Hegarty trong tiết mục mở màn cho buổi lễ của giải đấu London Paralympic Games. Vào ngày 16 tháng 2 năm 2013, Birdy trình diễn tại chương trình nhạc hội của Ý phổ biến nhất bởi RAI, Sanremo Music Festival 2013
Birdy thông báo về album phòng thu thứ hai của mình, mang tên "Fire Within" thông qua YouTube vào ngày 10 tháng 7 năm 2013. Đĩa đơn đầu tiên trích từ album, "Wings" được phát hành vào ngày 22 tháng 7 năm 2013, và xuất hiện trong tập phim "Home" của loạt phim The Vampire Diaries, phát sóng vào ngày 15 tháng 5 năm 2014. Album được phát hành tại Anh và Hoa Kỳ lần lượt vào ngày 23 tháng 9 năm 2013 và 3 tháng 6 năm 2014. Một EP mang tựa đề Breathe được phát hành vào ngày 16 tháng 10.

## Các giải thưởng và đề cử
| Năm  | Giải thưởng      | Hạng mục                   | Kết quả   |
| ---- | ---------------- | -------------------------- | --------- |
| 2014 | 2014 BRIT Awards | Nữ nghệ sĩ đơn ca Anh Quốc | Đề cử     |
| 2014 | Echo             | Nữ nghệ sĩ đơn ca quốc tế  | Đoạt giải |

## Danh sách đĩa nhạc
- Birdy (2011)
- Fire Within (2013)